# John Legend
John Legend, pseudonimo di John Roger Stephens (Springfield, 28 dicembre 1978), è un cantautore, produttore discografico, produttore televisivo, produttore teatrale e personaggio televisivo statunitense.
Riconosciuto dalla Songwriters Hall of Fame per i suoi contributi nell'industria musicale, nel settembre 2018, è divenuto il secondo più giovane artista a riuscire a completare un EGOT, ottenendo ai Premi Oscar 2015 il premio per la migliore canzone insieme a Common per Glory, un Tony Award, undici Grammy Awards e il Premio Emmy per lo speciale tv Jesus Christ Superstar – Live in Concert.
Dagli inizi della sua carriera ha pubblicato sette album in studio da solista, esordendo cinque volte nella Top10 della Billboard 200, accompagnati da numerosi singoli di successo, tra cui All of Me, Love Me Now, Like I'm Gonna Lose You con Meghan Trainor, vendendo in tutto il mondo oltre 10 milioni di album e 20 milioni di singoli. Ha inoltre prodotto album e collaborato con numerosi artisti hip-hop/R&B, tra cui Jay-Z, Kanye West, Alicia Keys, Janet Jackson, Brandy Norwood, Mary J. Blige e Mariah Carey, provenienti dal pop, come Britney Spears, Sara Bareilles, Kelly Clarkson, Barbra Streisand, Ariana Grande, e disc jockey, come David Guetta, Calvin Harris e DJ Khaled.
Contemporaneamente ha intrapreso anche la carriera come produttore televisivo, tra i suoi lavori la serie televisiva Underground e Jesus Christ Superstar – Live in Concert e teatrale, con la rivisitazione del dramma teatrale Jitney. Ha inoltre recitato in film, tra cui La La Land (2016),  Ti amo Presidente (2016), Soul Men (2008). Dal 2019 fa parte dei giudici di The Voice US. Dal 2018 è produttore di un marchio di vini, LVE Wines, da vigneti della tenuta Raimond Vineyards in Napa Valley. A Febbraio 2023 lancia il suo marchio di skincare Lovedº1, per pelle ricca di melanina.

## Biografia
Nipote di un pastore, Stephens ha modo di passare molto del suo tempo cantando e suonando in una chiesa battista. Ancora bambino si trasferisce in Pennsylvania con la famiglia e nella chiesa locale canta nel coro. A 16 anni si trasferisce a Filadelfia per studiare alla University of Pennsylvania, dove riceve i primi elogi per il suo talento e arrivano le prime collaborazioni: nel 1998 è chiamato a suonare il pianoforte per il singolo di Lauryn Hill EveryThing Is Everything.
Terminato il college, si sposta a New York, dove inizia a esibirsi soprattutto nei nightclub. Il pubblico lo adora e lui vende i demo durante le performance. Il mondo dello spettacolo lo vede soltanto da dietro le quinte: suona e scrive per artisti come Janet Jackson, Kanye West, Twista e Alicia Keys. Nel 2003 al club S.O.B.'s tiene un concerto, che riscuote un significativo successo dagli spettatori: ne approfitta per far uscire il disco Live At SOB'S New York City. Assume il nome d'arte di John Legend, quando Kanye West prende atto del suo talento. Legend collabora con West per The College Dropout, che vende 2 milioni di copie. I due duettano sul palco in occasioni del calibro dei Grammy Awards.

### 2004-2007: Get LiftedeOnce Again
Dopo le collaborazioni nel brano Encore di Jay-Z e You Don't Know My Name di Alicia Keys, Legend ha pubblicato il suo album di debutto, Get Lifted, con GOOD Music nel dicembre 2004. È stato prodotto da Kanye West, Dave Tozer, e Will.i.am, e ha debuttato al numero 7 della Billboard 200 degli Stati Uniti, vendendo 116 000 copie nella prima settimana. Nelle settimane successive raggiunge la posizione numero 4 della classifica, oltre che esordire alla seconda posizione della UK R&B Albums e prima della US Top R&B/Hip-Hop Albums, vendendo oltre le duemila copie negli Stati Uniti e 3 tremila in tutto il mondo.  Acclamato dalla critica, l'album ottiene ai Grammy Awards diverse nomine, vincendo nella categoria Best R&B Album. Durante la premiazione Legend vince inoltre come Best New Artist, premio vinto nella medesima categoria anche ai BET Awards. Complessivamente, l'album ha prodotto quattro singoli, tra cui il singolo di debutto Used to Love U, che è entrato nella top 30 della classifica dei singoli della Nuova Zelanda e del Regno Unito, e Ordinary People, che ha raggiunto il picco di 24 della Billboard Hot 100 e seconda della UK Singles Chart, vincendo inoltre il terzo Grammy Award come Best Male R&B Vocal Performance, cinque nomine agli MTV Video Music Awards. Legend vince inoltre due Soul Train Music Award come Best R&B/Soul Single, Male, per Ordinary People e Best R&B/Soul Album, Male, per l'album.
Nel 2005 esordisce come attore, con un piccolo ruolo nel film Loverboy diretto da Kevin Bacon. Nel corso dell'anno Legend è apparso sugli album di Fort Minor, Sérgio Mendes, Jay-Z, Mary J. Blige, Black Eyed Peas, Stephen Colbert, Rich Boy, The Chemistry e Fergie,. Legend ha anche lavorato per un futuro album di Michael Jackson per il quale aveva scritto una canzone.
Nel 2006 pubblica il suo secondo album, Once Again, che mette ancora in risalto la sua forte influenza soul vecchia scuola unita a un mix di R&B e ballad. Grazie anche alle numerose collaborazione nella produzione e stesura dei testi, tra cui will.i.am, Kanye West, Raphael Saadiq, Estelle e Stevie Wonder, l'album viene acclamanto dalla critica e scala le classifiche statunitensi, raggiungendo la prima posizione della US Top R&B/Hip-Hop Albums e terza della Billboard 200. Esordisce inoltre nelle top10 di Regno Unito, Germania, Italia e Svezia, vendendo in tutto il mondo oltre 2,5 milioni di copie. Vengono estratti 3 video dei brani Save Room, primo singolo estratto, P.D.A. (We Just Don't Care) e Stereo. Ai Grammy Awards del 2007 viene nominato nella categoria Best Male R&B Vocal Performance con due brani, Save Room e Heaven, ottenendo il premio con quest'ultimo brano. Vince inoltre il Grammy come Best R&B Performance by a Duo or Group with Vocals grazie al remix del brano Family Affair, cantano con la cantautrice Joss Stone  e il polistrumentista Van Hunt. Il brano Save Room vince inoltre il premio come Best R&B/Soul Single ai Soul Train Music Award.

### 2008-2010:Evolvere l'album collaborativoWake Up!

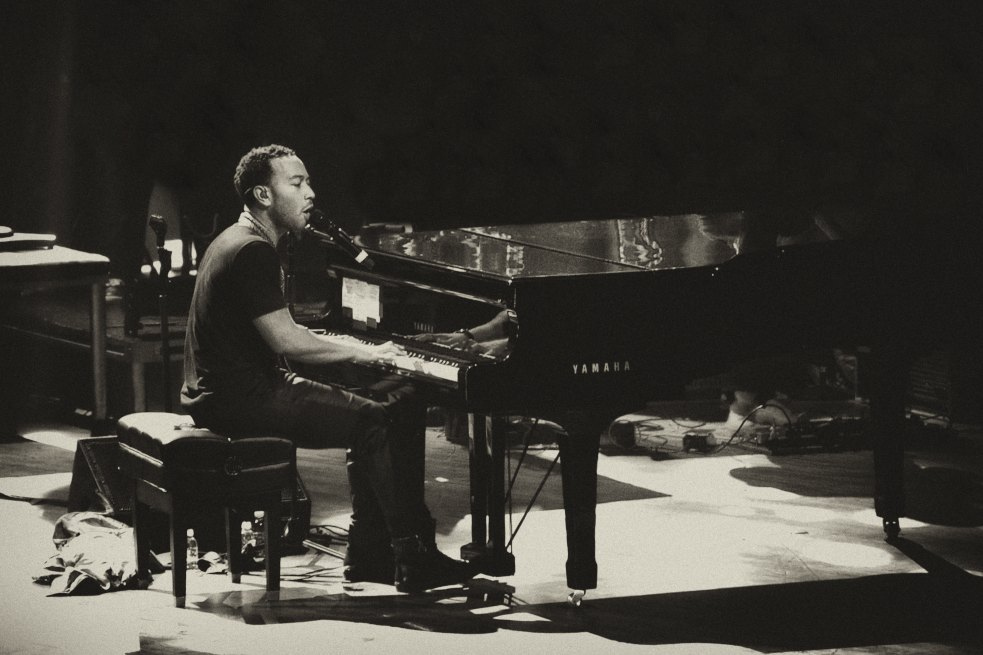
John Legend in una performance alla Università statale del Michigan nel 2008

Nel 2008 pubblica il suo terzo album in studio intitolato Evolver, che sebbene riscuota un successo inferiore nelle classifiche internazionali rispetto ai precedenti album, diviene il terzo album consecutivo del cantautore a esordire nella Top5 della Billboard 200 e alla prima posizione della US Top R&B/Hip-Hop Albums. Legend si avvale di alcune collaborazioni, tra cui Estelle, Kanye West, Pharrell Williams, Will.i.am e la cantautrice R&B Brandy Norwood. Il progetto viene anticipato al singolo Green Light, che vede la partecipazione di André 3000, riscuotendo successo soprattutto nella madrepatria, dove vende oltre 1,2 milioni di copie. Nel corso dello stesso anno collabora nel singolo Finally della cantante statunitense Fergie ed è tra i produttori esecutivi dell'album Shine della cantautrice Estelle.
L'anno successivo Legend collabora con numerosi artisti, tra cui Jay-Z, Rick Ross, DJ Khaled e Nas, la cantautrice Mary J. Blige e il rapper Busta Rhymes, e rilascia alcuni singoli promozionali dall'album pubblicato, tra cui Everybody Knows. Scrive inoltre il brano American Boy, interpretato da Estelle e Kanye West, ottenendo così la nomina nella categoria Song of the Year ai Grammy Awards del 2009. Durante la cerimonia vince il suo sesto Grammy grazie alla collaborazione Stay with Me (By the Sea) con Al Green.
Il 21 settembre 2010 viene pubblicato l'album collaborativo con il gruppo statunitense The Roots, Wake Up!, che vede la presenza di nuovi brani e rimaneggiamenti di storici brani legati a temi sociali degli anni sessanta e settanta, tra cui I Wish I Knew How It Would Feel to Be Free di Nina Simone e Compared to What di Les McCann e Eddie Harris. L'album esordisce alla terza posizione della US Top R&B/Hip-Hop Albums e ottava della Billboard 200, ottenendo grande successo da parte della critica musicale. Ai Grammy Awards del 2011 ricevono cinque nomine, vincendo in tre categorie, tra cui Best R&B Album e Best R&B Song per la ballata Shine, scritta e composta da Legend. Il brano viene inoltre scelto come colonna sonora del film Waiting for "Superman", ricevendo una nomina come Best Song ai Critics' Choice Awards e venendo riconosciuta come Outstanding Original Song ai Black Reel Awards.

### 2011-2015: quarto album in studio e il successo internazionale

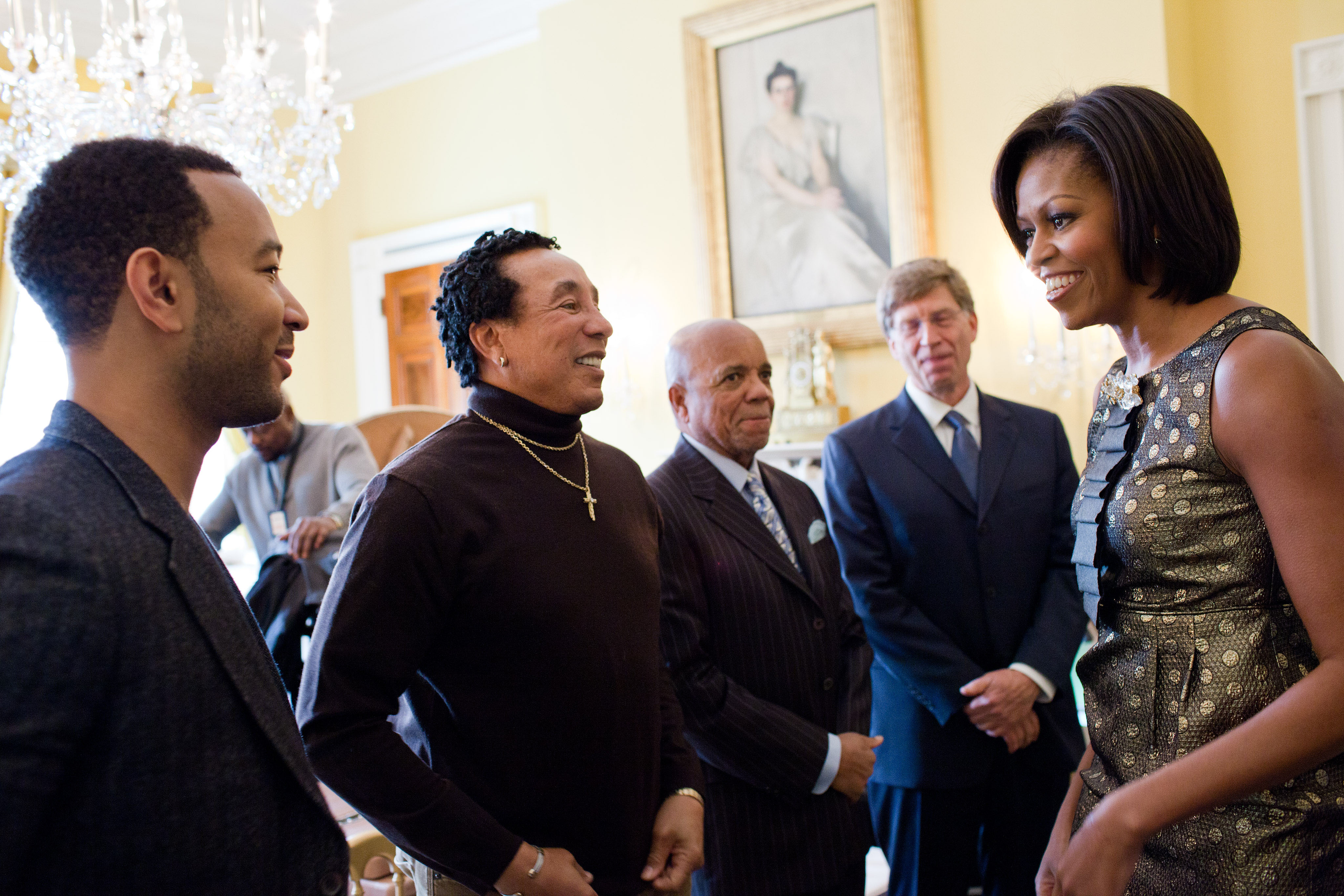
John Legend (il primo a sinistra), Smokey Robinson, Berry Gordy e Bob Santelli incontrano l'allora first lady Michelle Obama nel 2011

Nel 2011, Legend ha completato un tour di 50 date come ospite della soul band britannica Sade, confermando nel corso degli spettacoli che stava lavorando al suo prossimo album in studio anticipato dal singolo Dreams. Sempre nel 2011 John Legend duetta con Tiziano Ferro nel brano Karma, contenuto nell'album dell'artista italiano L'amore è una cosa semplice, e con Mariah Carey nel singolo natalizio When Christmas Comes, rilasciato in occasione del tredicesimo album in studio della cantautrice, Merry Christmas II You. All'inizio del 2012 pubblica il singolo Tonight (Best You Ever Had), brano principale della colonna sonora del film Think Like a Man, di Tim Story. Nel maggio 2012 viene scelto come giudice del talent show dell'ABC Duets, al fianco, di Robin Thicke, Jennifer Nettles e Kelly Clarkson. Nello stesso anno partecipa con il brano Who Did That To You alla colonna sonora del film Django Unchained.
Nel maggio 2013 pubblica il singolo Who Do We Think We Are, che anticipa il suo quarto progetto musicale del cantautore, Love in the Future, uscito il 3 settembre 2013. L'album esordisce alla quarta posizione della Billboard 200 e seconda della UK Albums Chart, riuscendo a entrare nelle principali classifiche internazionali, tra cui quella canadese, italiana e australiana, vendendo oltre 1,5 milioni di copie. Il progetto musicale riceve una nomina ai Grammy Awards del 2014 nella categoria Best R&B Album. L'album contiene la ballata di successo All of Me, esordendo alla prima posizione in numerose classifiche, inclusa la Billboard Hot 100, e divenendo il terzo singolo più venduto del 2014, con oltre 12 milioni di copie in tutto il mondo. Grazie al successo ottenuto Legend vince due Billboard Music Awards, due NAACP Image Award, tra cui Outstanding Male Artist, e il Songwriter's Award ai Soul Train Music Award. Nel corso dell'anno ottiene inoltre il primo MTV Video Music Awards nella categoria Best Song with a Social Message, con la collaborazione One Man Can Change the World, con Kanye West e Big Sean, e collabora nell'album Partners di Barbra Streisand.
Ai Golden Globe 2015 è premiato insieme a Common per la colonna sonora del film Selma - La strada per la libertà (Selma, 2014) per la miglior colonna sonora originale. Per il brano Glory, tratto dalla medesima colonna sonora, Legend e Common ricevono l'Oscar alla migliore canzone ai Premi Oscar 2015, il premio come Best Song ai Critics' Choice Awards e come Best Collaboration ai BET Awards. L'8 febbraio 2015 si esibisce insieme a Common con il brano Glory durante i Grammy Awards, premiazione in cui viene nominato in due categorie, tra cui Best Pop Vocal Performance per All of Me.
Nel corso del 2015 il cantautore compare in Like I'm Gonna Lose You di Meghan Trainor, collaborazione di successo che esordisce nelle Top10 di Canada, Stati Uniti e Australia, vendendo oltre 5 000 copie in tutto il mondo. Legend collabora nel brano Run Run Run presente in Piece by Piece di Kelly Clarkson e compone e presta voce al brano che dà nome all'album di David Guetta, Listen.

### 2016-2017: quinto album in studio,La La Lande progetti teatrali e cinematografici

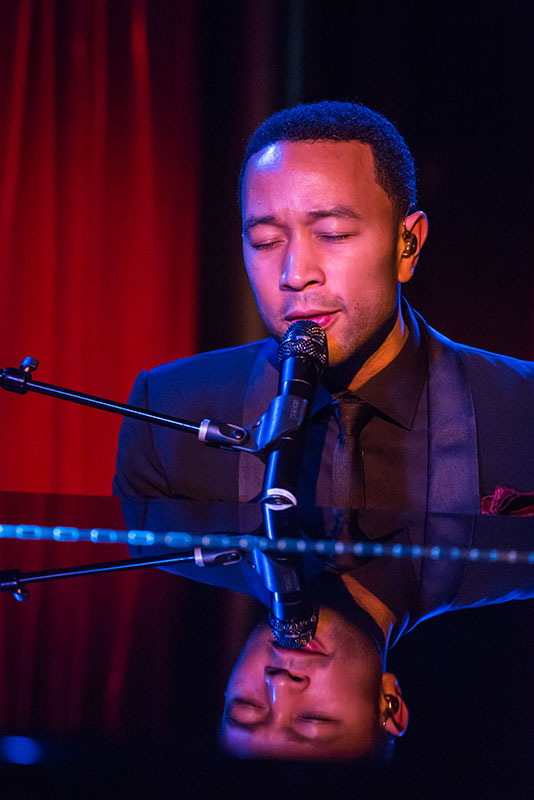
John Legend al pianoforte

Nel 2016 Legend è impegnato come produttore musicale sia nel film Ti amo Presidente sia in La La Land, dove inoltre recita come attore principale insieme a Emma Stone e Ryan Gosling. Durante la stagione teatrale 2016-2017 di Broadway theatre, collabora come produttore alla rivisitazione del dramma teatrale Jitney, ottenendo il Tony Award alla premiazione tenutasi nel luglio 2017 come Best Revival of a Play. Diviene inoltre produttore esecutivo per la serie televisiva Underground.
Nel campo musicale, dopo il riconoscimento con il President Award ai NAACP Image Award, il 2 dicembre 2016 rilascia il suo ultimo album in studio con la GOOD Record di Kanye West, Darkness and Light, composto da quindici brani scritti e prodotti da Legend con Blake Mills, vedendo la partecipazione di Chance the Rapper, Miguel e Brittany Howard. L'album esordisce alla 14ª posizione della Billboard 200 e diviene il quinto Top5 nella US Top R&B/Hip-Hop Albums, oltre a raggiungere la terza posizione della UK R&B Albums e nelle classifiche di Australia, Canada, Italia e Germania. Il singolo Love Me Now, rilasciato il 7 ottobre 2016, esordisce nelle principali classifiche europee, alla 23ª della Billboard Hot 100 e nelle Top10 della US Adult R&B Songs e US Hot R&B/Hip-Hop Songs, ricevendo la certificazione d'oro dalla RIAA e BPI, vendendo globalmente oltre 1,6 milioni di copie. Il singolo "Surefire", rilasciato nel marzo 2017 vince nella categoria Best Fight Against the System agli MTV Video Music Awards 2017.
Nel corso del 2017 reinterpreta per il film La bella e la bestia della Walt Disney Pictures il brano Beauty and the Beast insieme ad Ariana Grande, e collabora neigli album di Paloma Faith e Calvin Harris. Viene inoltre scelto per dare voce al film di animazione Crow: The Legend, dove ricopre inoltre il ruolo di produttore esecutivo, ruolo che gli consente di ottenere un Daytime Emmy Awards.

### 2018-2021: sesto album in studio, The Voice eJesus Christ Superstar
Il 19 dicembre 2017, la NBC ha annunciato che Legend avrebbe avuto il ruolo del protagonista nella produzione Jesus Christ Superstar – Live in Concert. Al progetto collaborano anche Sara Bareilles, Brandon Victor Dixon, Alice Cooper e Jason Tam. Il 10 settembre 2018 grazie al ruolo di produttore ha vinto il Primetime Creative Arts Emmy Awards al miglior speciale di varietà trasmesso in diretta tv, come produttore dello spettacolo.
Nell'ottobre 2018 pubblica l'album natalizio A Legendary Christmas, in cui reinterpreta i brani natalizi accompagnato da due collaborazioni con Kelly Clarkson e Stevie Wonder, esordendo alla prima posizione della US Top Holiday Albums. L'album ha ricevuto successivamente una nomina nella categoria Best Traditional Pop Vocal Album ai Grammy Awards.
Dal 2019 entra a far parte del cast di giudici di The Voice US, affiancandosi in diverse edizioni con i colleghi Kelly Clarkson, Blake Shelton, Gwen Stefani, Nick Jonas e Adam Levine. Il 19 giugno 2020 pubblica con la Columbia Records il sesto album intitolato Bigger Love, preceduto dal singolo Conversation in the Dark . Il progetto musicale vede la partecipazione nella stesura e produzione dei testi di Julia Michaels, Ryan Tedder, Charlie Puth e il rapper Rapsody e vince il Grammy Award al miglior album R&B nel 2021. Il 5 novembre 2020 l'artista collabora inoltre con la cantante emergente Faouzia nel brano Minefields e nel dicembre successivo collabora con Carrie Underwood nel singolo Hallelujah estratto dall'album della cantautrice My Gift.

### 2022-presente: il cambio di etichetta e l'ottavo albumLegend
Nel gennaio 2021 si esibisce durante la cerimonia di insediamento del 46º presidente degli Stati Uniti d'America Joe Biden. Successivamente firma un contratto discografico con la Republic Records dopo aver concluso il contratto con la Sony Music, durato diciassette anni.
Nel corso del 2022 realizza vari singoli e collaborazioni con altri artisti, tra cui Sebastián Yatra in Tacones rojos e Muni Long in Honey. Il 9 settembre 2022 pubblica l'ottavo album in studio Legend.

## Vita privata
Dopo 6 anni di relazione, John Legend si è sposato il 14 settembre 2013 in una cerimonia privata, tenutasi sul lago di Como, con la modella Christine Teigen. Il 14 aprile 2016 la coppia annuncia la nascita della loro prima figlia, Luna Simone Stephens. Il 16 maggio 2018 nasce il secondo figlio della coppia, Miles Theodore Stephens. Nell'ottobre 2020 la coppia ha perso un terzo figlio durante la gravidanza, Jack, a causa di complicazioni. Il 13 gennaio 2023 Chrissie ha dato alla luce la loro seconda femmina, Etsi Maxine Stephens. A fine giugno dello stesso anno hanno annunciato la nascita di Wren Alexander Stephens, venuto al mondo tramite maternità surrogata.

## Discografia
- 2004 – Get Lifted
- 2006 – Once Again
- 2008 – Evolver
- 2010 – Wake Up! con The Roots
- 2013 – Love in the Future
- 2016 – Darkness and Light
- 2018 – A Legendary Christmas
- 2020 – Bigger Love
- 2022 – Legend
- 2024 - My Favorite Dream

## Filmografia

### Attore
- Loverboy, regia di Kevin Bacon (2005)
- Curb Your Enthusiasm – serie TV, 1 episodio (2007)
- Soul Men, regia di Malcolm D. Lee (2008)
- La La Land, regia di Damien Chazelle (2016)
- Underground – serie TV, 1 episodio (2017)
- Master of None – serie TV, 1 episodio (2017)
- Jesus Christ Superstar Live in Concert - film TV (2018)

### Produttore
- Breaking Dance (Breaking Through), regia di John Swetnam (2015)
- Underground – serie TV (2016-2017)
- Ti amo Presidente (Southside with You), regia di Richard Tanne (2016)
- La La Land, regia di Damien Chazelle (2016)
- Jesus Christ Superstar Live in Concert - film TV (2018)
- Monster, regia di Anthony Mandler (2018)
- A Crime on the Bayou, regia di Nancy Buirski (2020)
- Jingle Jangle - Un'avventura natalizia, regia di David E. Talbert. (2020)